# Abisara abnormis
Abisara abnormis is een vlindersoort uit de familie van de prachtvlinders (Riodinidae), onderfamilie Nemeobiinae.
Abisara abnormis werd in 1884 beschreven door Moore.